# Elbert Root
Elbert Alonzo Root, född 20 juli 1915 i Charleston i South Carolina, död 15 juli 1983 i Boston i Massachusetts, var en amerikansk simhoppare.
Root blev olympisk silvermedaljör i höga hopp vid sommarspelen 1936 i Berlin.